# Ким Хёнджу (спортсменка)
Ким Хёнджу (кор. 김형주, род. 12 сентября 1984) — южнокорейская спортсменка-борец, призёр Азиатских игр и чемпионатов Азии. Выступает за борцовский клуб Чханвона.

## Биография
Родилась в 1984 году. Окончила Йонъинский университет. В 2004 году стала бронзовым призёром чемпионата Азии среди взрослых и девушек. В 2006 году завоевала бронзовую медаль чемпионата Азии и серебряную медаль Азиатских игр. В 2008 году приняла участие в Олимпийских играх в Пекине, но заняла там лишь 8-е место. В 2010 году стала обладательницей бронзовой медали Азиатских игр. В 2012 году завоевала бронзовую медаль чемпионата Азии, но на Олимпийских играх в Лондоне стала лишь 13-й. В 2017 году вновь стала бронзовым призёром чемпионата Азии. В 2018 году опять завоевала бронзовую медаль Азиатских игр.